# Webster (Iowa)
Webster és una població dels Estats Units a l'estat d'Iowa. Segons el cens del 2000 tenia 110 habitants.

## Demografia
Segons el cens del 2000, Webster tenia 110 habitants, 44 habitatges, i 31 famílies. La densitat de població era de 141,6 habitants/km².
Dels 44 habitatges en un 38,6% hi vivien nens de menys de 18 anys, en un 63,6% hi vivien parelles casades, en un 4,5% dones solteres, i en un 27,3% no eren unitats familiars. En el 25% dels habitatges hi vivien persones soles l'11,4% de les quals corresponia a persones de 65 anys o més que vivien soles. El nombre mitjà de persones vivint en cada habitatge era de 2,5 i el nombre mitjà de persones que vivien en cada família era de 3,03.
Per edats la població es repartia de la següent manera: un 30,9% tenia menys de 18 anys, un 4,5% entre 18 i 24, un 29,1% entre 25 i 44, un 15,5% de 45 a 60 i un 20% 65 anys o més.
L'edat mediana era de 38 anys. Per cada 100 dones de 18 o més anys hi havia 100 homes.
La renda mediana per habitatge era de 38.958 $ i la renda mediana per família de 42.500 $. Els homes tenien una renda mediana de 31.250 $ mentre que les dones 24.063 $. La renda per capita de la població era de 18.519 $. Cap de les famílies i el 3,9% de la població estaven per davall del llindar de pobresa.

## Poblacions més properes
El següent diagrama mostra les poblacions més properes.